# Generalkonsulat der Republik Moldau in Frankfurt am Main
Das Generalkonsulat der Republik Moldau in Frankfurt am Main (rumänisch Consulatul General al Republicii Moldova la Frankfurt) ist das einzige Generalkonsulat der Republik Moldau in Deutschland. Das Konsulatsgebäude befindet sich im Marbachweg 348 im Frankfurter Ortsteil Dornbusch. In Berlin befindet sich die Moldauische Botschaft in Berlin. Darüber hinaus gibt es Honorarkonsulate in Hamburg, Kassel, München und Stuttgart.
Generalkonsul ist seit 13. Oktober 2020 Mihail Căpățină.

## Geschichte
Deutschland und Moldau unterhalten seit dem 30. April 1992 diplomatische Beziehungen. 

## Weblink
- Website des Generalkonsulats der Republik Moldau in Frankfurt am Main